# Płaczkowo (Gostyń)
Pour les articles homonymes, voir Płaczkowo.
Płaczkowo (prononciation : [pwat͡ʂˈkɔvɔ]) est une localité polonaise de la gmina de Gostyń dans le powiat de Gostyń de la voïvodie de Grande-Pologne dans le centre-ouest de la Pologne.
Elle se situe à environ 8 kilomètres à l'ouest de Gostyń (siège de la gmina et du powiat) et à 58 kilomètres au sud de Poznań (capitale régionale).
La localité possédait une population de 7 habitants en 2010.

## Histoire
De 1975 à 1998, la localité faisait partie du territoire de la voïvodie de Leszno.

Depuis 1999, Płaczkowo est situé dans la voïvodie de Grande-Pologne.